# جيتا باتيل
جيتا فاسانت باتيل (بالإنجليزية: Geeta Vasant Patel؛ مواليد 22 ديسمبر 1975) هي مخرجة سينمائية وتلفزيونية وكاتبة سيناريو ومنتجة أمريكية، اشتهرت بعملها في (2014)، وتعرّف على باتيلس آل التنين (2022)، وأسوكا (2023).

## وصلات خارجية
- جيتا باتيل على موقع IMDb (الإنجليزية)
- جيتا باتيل على موقع قاعدة بيانات الفيلم (الإنجليزية)
- جيتا باتيل على موقع كينوبويسك (الروسية)